# Gare de Saint-Sébastien (Espagne)
Pour les articles homonymes, voir Gare de Saint-Sébastien (homonymie).
La gare de Saint-Sébastien (« San Sebastián - Donostia » selon la dénomination d'ADIF), aussi connue sous les noms de gare du Nord (en référence à la compagnie des chemins de fer du Nord) ou gare d'Atocha, est la principale gare ferroviaire de la ville basque de Saint-Sébastien. Elle a été inaugurée en 1864 et est d'un des plus remarquables monuments de la ville. À proximité directe de la gare se trouve aussi la gare routière de Saint-Sébastien.
Elle est desservie par des trains de moyenne distance (Media Distancia) et de longue distance (Larga Distancia) opérés par Renfe Operadora. Ces trains assurent des liaisons aussi bien régionales que nationales ou internationales. Cette gare est aussi desservie par l'unique ligne de trains de banlieue de Saint-Sébastien (aussi appelés Cercanías de Saint-Sébastien).
En 2010, la gare a vu passer pas moins de 315 000 voyageurs (hors passagers des trains de banlieue).

## Situation ferroviaire
La gare se trouve au point kilométrique 622,564 de la ligne à écartement ibérique de Madrid à Hendaye. Elle se situe à 4,60 mètres d'altitude.

## Histoire

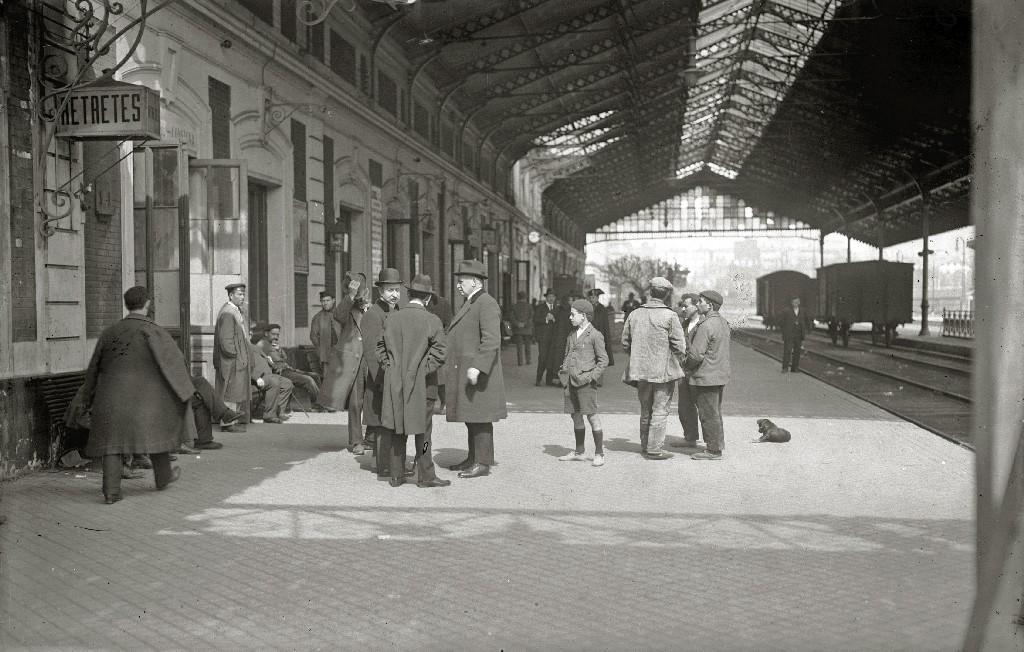
Quai de la gare du Nord en 1920.

La gare ferroviaire de la compagnie du Nord, réalisée par l'ingénieur C. A. Letourneur, a été inaugurée le 15 août 1864[réf. nécessaire]. Parmi les faits les plus remarquables durant les premières années d'existence de la gare, il faut signaler que c'est depuis la gare du Nord de Saint-Sébastien que la reine Élisabeth II a fui en France en 1868, après la Révolution de la Glorieuse.
En 1881, la première rénovation fut réalisée par le Français Biarez, avec l'agrandissement des côtés, la création de deux nouveaux pavillons et l'installation de la marquise métallique qui recouvrant les voies. Cette marquise a été fabriquée dans les ateliers de Gustave Eiffel, bien que ce ne soit probablement pas l'ingénieur français lui-même qui ait été chargé de sa conception et de sa construction.
De nouveaux travaux furent réalisés en 1905 afin de mettre en place une passerelle afin de relier le nouveau pont María Cristina et les arènes d'Atocha. Cette passerelle était constituée de cinq arcs et arborait une magnifique horloge.
Les travaux pour la construction du Chemin de Fer du Nord ont été commencés le 22 juin 1858. Ce matin-là, les ateliers avaient été fermés et les cloches avaient sonné. La corporation de Saint-Sébastien avait assisté à l'événement, précédée par la musique des amateurs, des batteurs, des clarinettistes de la ville. Ils arrivèrent au glacis, une esplanade en pente qui descendait vers la rivière, embarquèrent sur les barges et traversèrent l'Urumea. Le pont de Santa Catalina était alors décoré de divers drapeaux et les habitants de la ville et des villages voisins, certains sur des bateaux, d'autres sur les berges et d'autres encore descendant les collines immédiates, venaient compléter le tableau le plus coloré, que les échos de la musique rendaient plus d'autant plus unique.
Il y eut des discours et des bénédictions, et une musique d'amateur avec un chœur de trois cents jeunes gens chanta l'hymne préparé pour l'occasion.
Le retour des barges fut très animé et la journée fut suivie de divers événements officiels. À partir de sept heures du soir, le public se rendit sur la place de la Constitution, où l'éclairage était allumé. Au centre de la place, il y avait une scène éclairée par de petites vitres en forme de pavillons avec des bannières. La musique amateur, en alternance avec le tambour, lança à plusieurs reprises l'hymne composé pour l'occasion. Beaucoup de personnes dansèrent et la fête fut placée sous le signe de la joie. La fête s'est terminée à minuit ce 22 juin 1858, avec le taureau de feu.
En 1941, avec la nationalisation du réseau ferré espagnol, la compagnie du Nord a disparu pour être intégrée dans la Renfe Operadora. Cette dernière a été chargée de la gestion de l'ensemble de l'édifice jusqu'à la création d'Adif à la fin de 2004 qui en a repris la charge.
En 2016, une nouvelle gare routière a été mise en service afin de remplacer l'ancienne gare provisoire de Pie XII.

## Services ferroviaires

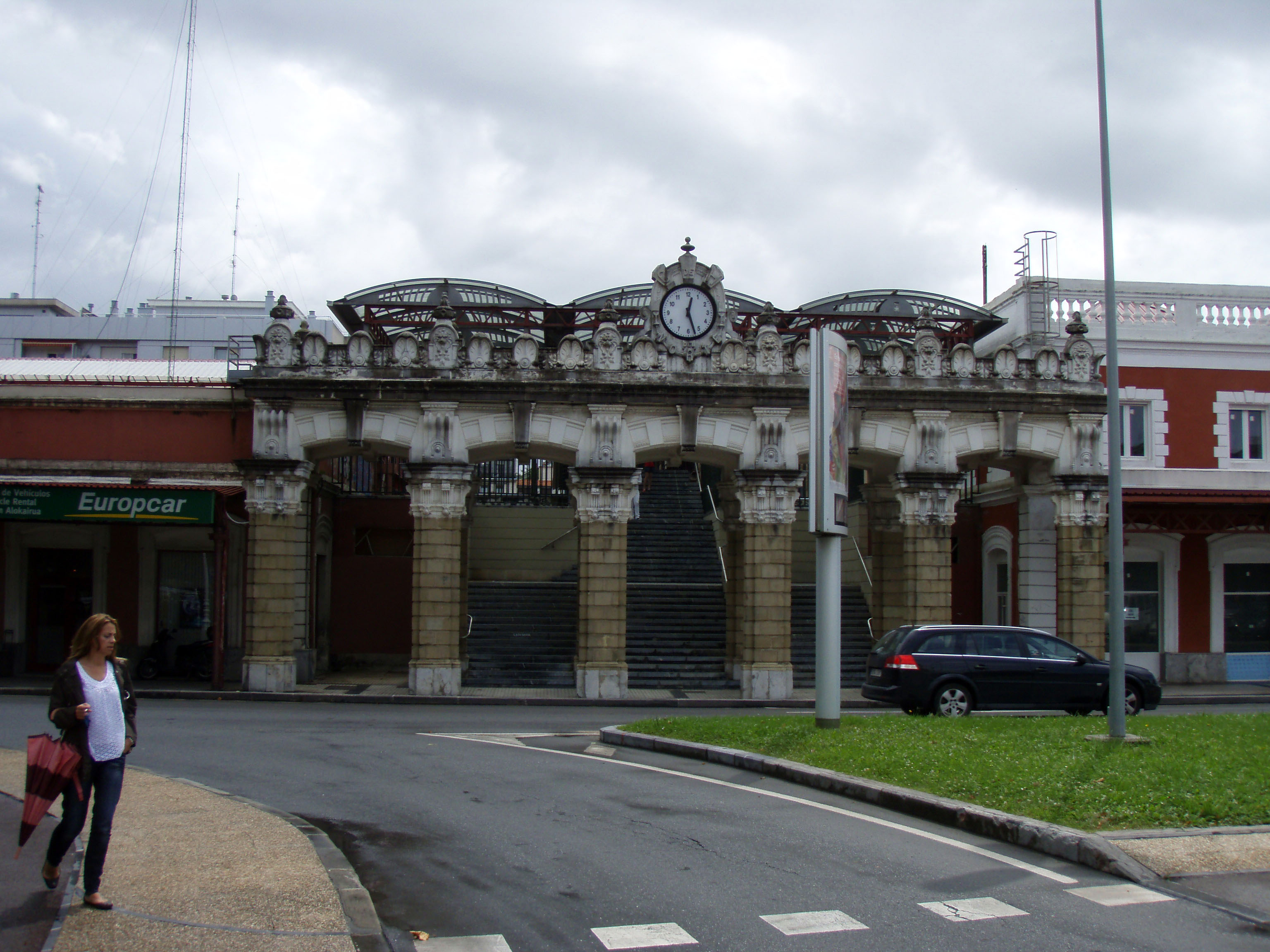
La façade principale.

La gare de Saint-Sébastien est la gare ferroviaire principale de la ville de Saint-Sébastien sur le réseau ferré principal. La gare appartient depuis 2004 à l'Adif en tant gestionnaire d'infrastructures. et la met à disposition pour les différents services ferroviaires de la Renfe Operadora. De nombreux trains desservent chaque jour cette gare, que ce soient des trains de banlieue, régionaux, ou des grandes lignes.

### Trains Grandes Lignes (Larga Distancia)
Le trafic de grandes lignes est constitué de services aussi bien radiaux en direction de Madrid-Chamartín que transversaux vers Barcelone-Sants. Ces liaisons sont assurées par des trains Alvia, qui peuvent rouler aussi bien sur les lignes « classiques » à écartement ibérique que sur les lignes à grande vitesse à écartement standard.
La gare voit également passer chaque jour un aller-retour de type Intercity en correspondance à Vitoria-Gasteiz avec un train Alvia à destination de la Galice.
Chaque nuit, le train de nuit (Trenhotel) « Sud-Express » assurait une connexion internationale avec le Portugal. Il a été supprimé en 2020.

### Services de moyenne distance (Media Distancia)
La gare de Saint-Sébastien est desservie par des services de moyenne distance qui relient Irun à Miranda de Ebro et Madrid-Chamartin via Vitoria-Gasteiz.

### Trains de banlieue (Cercanías)
Cette gare est desservie par l'unique ligne du réseau des trains de banlieue (Cercanías) de Saint-Sébastien, qui relie les communes côtières situés à l'est de Saint-Sébastien à celles situées dans les vallées de Deva et de l'Oria plus au sud-ouest. Elle est située dans la zone tarifaire 1 du réseau.

## Projets
La mise en service de la ligne à grande vitesse (connue sous le nom de « Y basque ») entraînera une refonte des liaisons ferroviaires de longue distance.